# بیلیون‌ها (فیلم)
بیلیون‌ها (انگلیسی: Billions) یک فیلم کمدی آمریکایی است که در سال ۱۹۲۰ منتشر شد. از بازیگران آن می‌توان به آلا نازیمووا و چارلز برایانت اشاره کرد.

## Cast
- آلا نازیمووا
- چارلز برایانت
- ویلیام جی. ایروینگ
- ویکتور پاتل
- جان استپلینگ
- ماریان اسکینر
- اِمِـت کینگ
- یوجین اچ. کلوم